# Złodziej gniazd
Złodziej gniazd (niderl. De nestenrover) – obraz olejny niderlandzkiego malarza Pietera Bruegla.

## Opis
Jest to jeden z ostatnich obrazów Pietera Bruegla. Przez Waldemara Łysiaka uważany jest za "testament" malarza, tak jak pozostałe cztery dzieła powstałe w ostatnim roku życia Bruegla. Jest inny niż wcześniejsze prace mistrza, brak na nim nagromadzonych postaci. Jest za to jedna duża postać wieśniaka wskazująca na drugą, nieco mniejszą postać chłopca wiszącego na drzewie. Chłopiec zwisa z gałęzi i próbuje wykraść jajka z gniazda.  Scena ma obrazować przysłowie niderlandzkie wzywające do działania: ten kto wie, gdzie znajduje się gniazdo, ten wie; ten, kto bierze, ten je ma. Obrazowana postać znajduje się jednak na drugim planie; została przedstawiona w przechylonej pozycji sugerującej przyszły upadek (jej kapelusz już spada na ziemię). Pierwszy plan zdominowany jest przez prawie trzykrotnie większą postać wieśniaka, który wydaje się zamyślony i nie zauważa, iż za moment może wpaść do strumienia. 
Dla Bruegla najważniejszą obok przekazu moralizatorskiego było artystyczne wyrażenie ludzkiego ciała w momencie upadku. Wieśniak wskazuje na omal spadającego ptasznika, a sam w tym samym czasie wpada do strumienia. Jego ciało jest pochylone do przodu, ręka skierowana ponad ramię wykrzywiona jest do tyłu, a spojrzenie skierowane jest ku górze. W ten sposób malarz uzyskał w ciele trzy kierunki: do przodu, do tyłu i do góry. Dopełnieniem dla sceny i jej uwypukleniem jest spokojna równina na dalszym planie. Podobny eksperyment artystyczny Bruegel zastosował we wcześniejszym swoim dziele Ślepcy.